# Fumiko Takano
Fumiko Takano (高野 文子, Takano Fumiko) est une autrice de bande dessinée japonaise née le 12 novembre 1957 à Niitsu dans la préfecture de Niigata, au Japon.

## Biographie
Elle commence sa carrière de mangaka dans les années 70, après avoir été infirmière.
Bien que renommée au Japon, elle reste assez peu connue en occident,.

## Œuvre
- ? : Hana
- 1982 : Zettai Anzen Kamisori (絶対安全剃刀?)
- 1983 : (おともだち?)
- 1987 : (ラッキー嬢ちゃんのあたらしい仕事?)
- 1993 : Miss Ruki (Ruki-san (るきさん?))
- 1995 : (棒がいっぽん?)
- 2000 : Le livre jaune (黄色い本, Kiiroi hon?)
- 2014 : (ドミトリーともきんす?)

## Récompenses
- 1982 - Japan Cartoonists Association Excellence Award[4]
- 2003 - Grand prix du Prix culturel Osamu Tezuka pour Kiiroi Hon

## Sources
- (de) Cet article est partiellement ou en totalité issu de l’article de Wikipédia en allemand intitulé « Fumiko Takano » (voir la liste des auteurs).